# Laurinburg
Laurinburg é uma cidade localizada no estado norte-americano de Carolina do Norte, no Condado de Scotland.

## Demografia
Segundo o censo norte-americano de 2000, a sua população era de 15.874 habitantes.
Em 2006, foi estimada uma população de 15.766, um decréscimo de 108 (-0.7%).

## Geografia
De acordo com o United States Census Bureau tem uma área de
32,5 km², dos quais 32,1 km² cobertos por terra e 0,4 km² cobertos por água. Laurinburg localiza-se a aproximadamente 66 m acima do nível do mar.

## Localidades na vizinhança
O diagrama seguinte representa as localidades num raio de 20 km ao redor de Laurinburg.